# Anomala miokoana
Anomala miokoana är en skalbaggsart som beskrevs av Ohaus 1916. Anomala miokoana ingår i släktet Anomala och familjen Rutelidae. Inga underarter finns listade i Catalogue of Life.